# Пресня (музей)
Экспозиционно-мемориальный отдел «Пресня» в Москве — отдел Государственного центрального музея современной истории России.
В сохранившихся мемориальных интерьерах представлены материалы, относящиеся к истории российской повседневности и событиям первой Революции 1905-1907 годов. Также в музее проводятся выставки и лекции, посвященные истории повседневности XX века.
Уникальной является одна из крупнейших в Европе диорам — «Героическая Пресня. 1905 год», созданная народным художником России Е. И. Дешалытом. Диорама была торжественно открыта в декабре 1982 года после пятилетней работы над ней. Площадь живописного полотна диорамы составляет свыше 200 м². В 2014—2015 годах диорама отреставрирована и вновь открыта для посещения. На диораме изображён кульминационный момент вооружённого восстания — баррикадные бои на Пресне в 1905 году. Демонстрация диорамы сопровождается светодинамическими, музыкальными и шумовыми эффектами, благодаря чему диорама производит большое впечатление на зрителей. Показ сопровождает пояснительный текст на русском, английском, французском, немецком и испанском языках. Ранее текст на русском языке был записан Народным артистом СССР М. А. Ульяновым, после реставрации используется другая фонограмма, текст которой осовременен.

## История музея
Историко-революционный музей «Красная Пресня» был открыт в ноябре 1924 года в старинном деревянном доме XIX века, где в 1917 году находились первый легальный Пресненский райком партии большевиков и Военно-революционный комитет Пресненского Совета рабочих и солдатских депутатов. Изначально экспозиция музея была посвящена Октябрьской революции 1917 года, но со временем основной темой музея стали события восстания на Пресне в декабре 1905 года.
В 1940 году музей стал филиалом Музея революции.
В 1968—1975 годах на средства предприятий и организаций Пресненского района был построен двухэтажный экспозиционно-выставочный корпус, который внутренним переходом был соединен с мемориальным домом XIX века. В 1975—1976 годах деревянное здание музея было капитально отремонтировано, и сегодня является памятником истории и культуры федерального значения. В двух его комнатах воссоздана обстановка 1917 года.
В 1982 году в здании музея начала работать диорама «Пресня. Декабрь 1905 года».
В сентябре 1998 года музей получил название «Историко-мемориальный музей „Пресня“ (филиал Центрального музея современной истории России)».
В мае 2015 года диорама была реконструирована — установлено светодинамическое и звуковое оборудование, интерактивные карты, нанесены объекты мэппинга[неизвестный термин], в зале экспозиции размещены люстры направленного звука, по-современному заменяющие аудиогиды, использовавшиеся ранее.
В сентябре 2015 года музей получил своё современное название — Экспозиционно-мемориальный отдел «Пресня» (отдел Музея современной истории России).